# 10884 Tsuboimasaki
10884 Tsuboimasaki (1996 VD9) là một tiểu hành tinh vành đai chính được phát hiện ngày 7 tháng 11 năm 1996 bởi K. Endate và K. Watanabe ở Kitami. Tiểu hành tinh đã được đặt tên cho Masaki Tsuboi.